# Meinsdorf (Niederer Fläming)
Meinsdorf ist ein Ortsteil der amtsfreien Gemeinde Niederer Fläming im Landkreis Teltow-Fläming (Brandenburg).

## Geografie
Das Angerdorf Meinsdorf liegt im hügeligen östlichen Fläming an einem Waldrand. Typische Drei- und Vierseithöfe gruppieren sich um den Dorfanger, auf dem sich eine Backsteinkirche erhebt.
Der Ort im Städtedreieck Jüterbog – Herzberg (Elster) – Dahme/Mark im südöstlichen Bereich der Gemeinde Niederer Fläming ist über eine Verbindungsstraße von Ihlow-Illmersdorf (Bundesstraße 102) nach Schönewalde zu erreichen. Ein Bahnanschluss besteht nicht.

## Geschichte

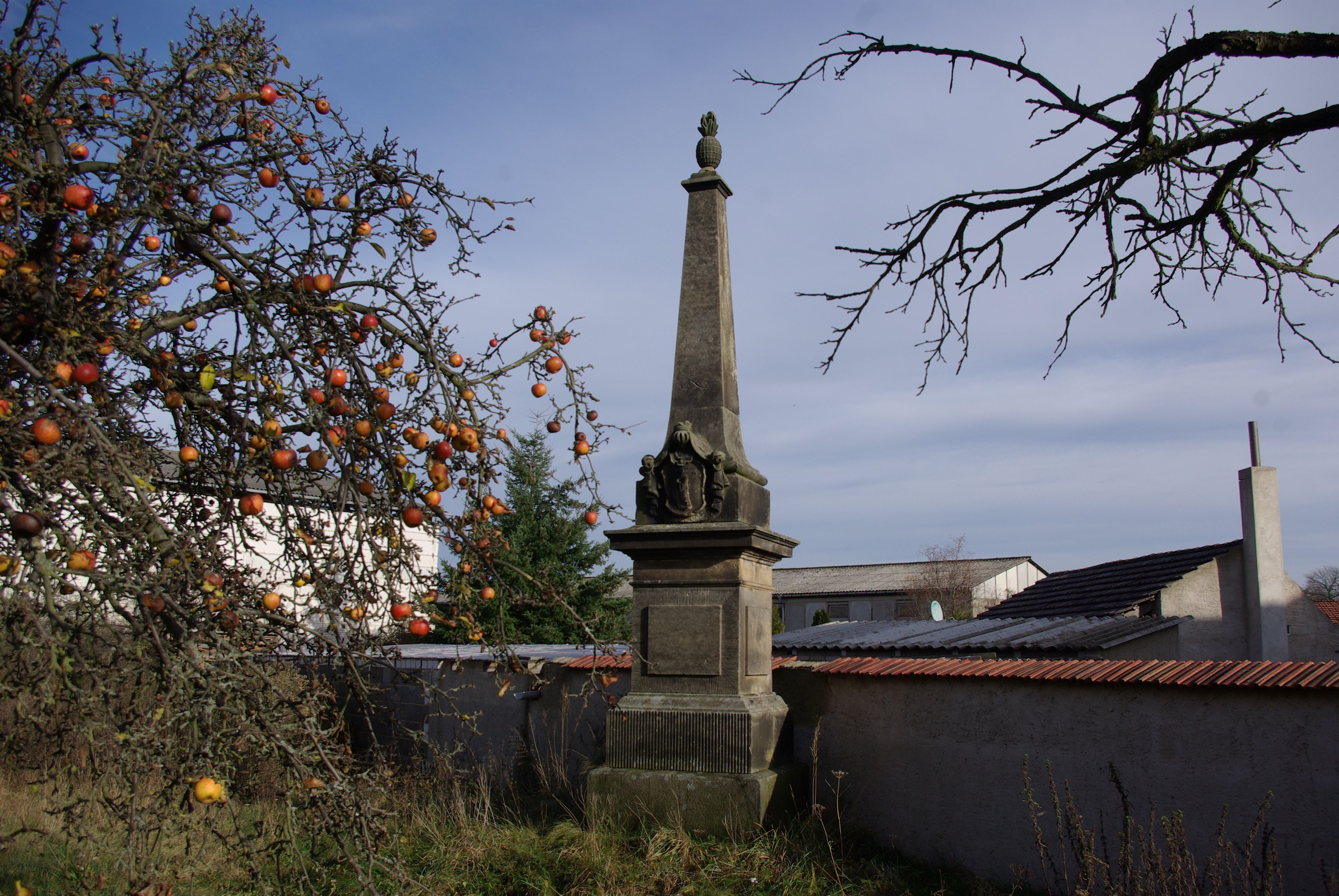
Die Einsiedel-Säule zum Gedenken an den Landerwerb von Gottfried Emanuel von Einsiedel

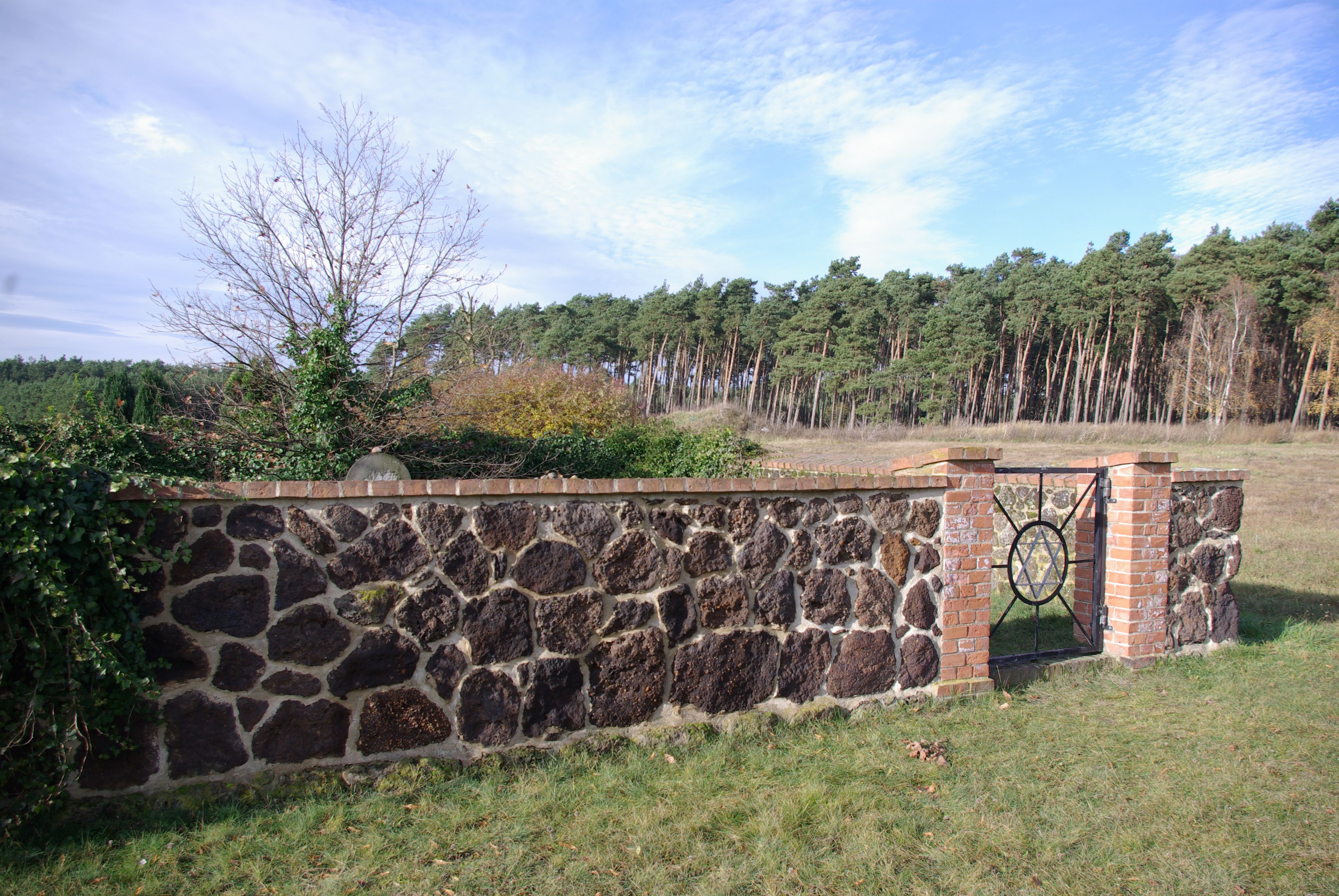
Der Jüdische Friedhof

Meinsdorf wurde im Jahre 1346 das erste Mal urkundlich genannt (als Meynstorff). Das Dorf gehörte damals zur Herrschaft Bärwalde, Ländchen Bärwalde genannt. Die ersten Besitzer waren 1346 die Edlen von Slautitz, Lehensleute des brandenburgischen Markgrafen. 1387 wurden die v. Rehfelde als Besitzer genannt, 1396 die Familie v. Schlieben und von 1425 bis 1447 die Familie v. Leipzig. 1448/9 sind die von Rauchhaupt als Besitzer nachgewiesen, 1451/52 die v. Waldenfels. Bereits vor 1457 kam es wieder in den Besitz der Familie v. Leipzig (auch Leipziger), die den Besitz bis 1666 behaupteten. Danach war es unter den Familien v. Leipzig und v. Stutterheim geteilt. 1734 erwarb Gottfried Emanuel von Einsiedel, königlich preußischer Generalleutnant beide Teile und vereinigte die Herrschaft wieder. Nach seinem Tod im Jahre 1745 kam es bis 1780 in den Besitz seiner Tochter Sophia Dorothea, die mit Karl Wilhelm von Jeetze verheiratet war. Im Jahre 1780 kaufte der Königlich-Preußische Kammerherr Joachim Erdmann von Arnim, verheiratet mit Amalie Caroline geb. Labes das Ländchen Bärwalde. Seine Schwiegermutter, Caroline Marie Elisabeth von Labes lieh ihm das Geld für den Kauf. Von da an war es bis 1872 im Besitz der v. Arnim's.
Im Jahre 1900 wurden in Meinsdorf 290 Einwohner gezählt. 1939 lebten hier 262 Menschen, und 2007 waren es nur noch 191. Ende des Jahres 2011 lebten nur noch 163 Menschen im Ort.
Am 1. Januar 1979 wurde Bärwalde eingemeindet. Am 31. Dezember 1997 vereinigte sich Meinsdorf mit 13 anderen Gemeinden zur neuen Gemeinde Niederer Fläming. Der Ort ist seither Ortsteil, Ortsbürgermeister ist derzeit Lutz Seehausen. Seitdem ist auch Bärwalde Ortsteil innerhalb der Gemeinde Niederer Fläming.

## Kirche
Zum Kirchspiel Meinsdorf gehören – außer dem Pfarrort – die Filialkirchen Kossin und Wiepersdorf. Es liegt im Kirchenkreis Zossen-Fläming (Sitz: Zossen) und gehört zum Sprengel Görlitz der Evangelischen Landeskirche Berlin-Brandenburg-schlesische Oberlausitz.

## Sehenswürdigkeiten
- Die Dorfkirche Meinsdorf ist eine neogotische Saalkirche aus den Jahren 1853/1854. Die Kirchenausstattung stammt weitgehend aus der Bauzeit; eine Fünte aus dem Jahr 1611.
- Die Einsiedel-Säule am westlichen Dorfrand, die als Denkmal die Geschichte der Region im Mittelpunkt des sogenannten „Ländchen Bärwalde“. Graf Gottfried Emanuel von Einsiedel hatte das „Ländchen“ zum ersten Male vermessen lassen.
- Auf dem Jüdischen Friedhof Meinsdorf befinden sich elf Grabstätten mit erhaltenen Sandsteingrabsteinen mit hebräischen und deutschen Inschriften, die die Zeit des Nationalsozialismus überdauert haben.
- Die Meinsdorfer Mühle aus dem 19. Jahrhundert ist immer noch in Betrieb.